# Пономарёв, Виктор Фёдорович
Виктор Фёдорович Пономарёв — советский хозяйственный деятель.

## Биография
Родился в 1930 году в Щучинске. Член КПСС.
Окончил Горьковский политехнический институт им. А. А. Жданова.
В 1953—1991 гг. — инженер, бригадир настройщиков, заместитель главного инженера, заместитель директора по производству Горьковского машиностроительного завода.
В 1991—2005 гг. — заместитель директора по производству, главный инженер — первый заместитель генерального директора Нижегородского машиностроительного завода.
За создание специального радиолокационного измерительного комплекса для испытаний баллистических ракет был удостоен Государственной премии СССР 1977 года закрытым Постановлением Совета Министров СССР и ЦК КПСС.
Умер в 2005 году в Нижнем Новгороде.

## Награды
- Орден Октябрьской Революции (22.03.1982)
- Орден Трудового Красного Знамени (06.03.1962)
- Орден Знак Почёта (26.04.1971)